# Randy Grossman
Curt Randy Grossman (Filadelfia, 20 settembre 1952) è un ex giocatore di football americano statunitense che ha militato nel ruolo di tight end nella National Football League (NFL).

## Carriera
Grossman si unì ai Pittsburgh Steelers dopo non essere stato scelto nel Draft NFL 1974, indossando il 84. Mostrò le sue abilità su una cruciale ricezione da touchdown su passaggio di Terry Bradshaw all'inizio del Super Bowl X. Nel 1976 Pittsburgh scelse nel Draft il tight end Bennie Cunningham, dietro il quale Grossman giocò per due stagioni, fino alla stagione 1978, nella quale Cunningham si infortunò. Il relativamente minuto Grossman prese il suo posto ed ebbe una stagione prolifica, facendo registrare un record personale di 37 ricezioni (il massimo per un tight degli Steelers in 12 anni) per 448 yard e un touchdown, contribuendo alla vittoria del Super Bowl XIII. Grossman giocò per altre tre stagioni prima di ritirarsi, vincendo complessivamente 4 Super Bowl. Il suo soprannome fu "The Rabbi", in riferimento alle sue origini ebraiche e gli fu affibbiato da Dwight White, il quale era l'autorità per assegnare tali titoli all'interno degli Steelers. Affermò di non avere mai affrontato alcun tipo di anti-semitismo durante la sua carriera, perché “negli sport -- nella mia era e attualmente -- è davvero un grande melting pot," affermò. "Se dai il tuo contributo, sei a posto. Se sei un impostore ti daranno addosso indipendentemente dalle tue origini. Ovviamente era diverso negli anni ’60, ’50, ’40, ma da quando io sono stato coinvolto, l'unica cosa che contava erano le prestazioni.”
Il presidente degli Steelers Dan Rooney disse di Grossman: "Randy Grossman è uno di quei ragazzi che non è mai stato visto come una superstar, ma che faceva tutto quello che gli chiedevi. Ha ricevuto un grande passaggio da touchdown nel Super Bowl. È uno di quei ragazzi che ti dà un primo down quando entra e gioca. È stato un vero competitore che ha dato prova del suo valore. È stato un grande uomo squadra." Il direttore del personale Art Rooney Jr., disse che le mani di Grossman fossero "le migliori" e che "prendeva tutto quello che gli passava nelle vicinanze".

## Palmarès

### Franchigia
- Super Bowl : 4

Pittsburgh Steelers: IX, X, XIII, XIV
- American Football Conference Championship: 4

Pittsburgh Steelers: 1974, 1975, 1978, 1979